# Fridrich Sasko-Altenburský
Fridrich Sasko-Altenburský (29. dubna 1763 – 29. září 1834) byl sasko-hidburghausenským (1780–1826) a sasko-altenburským (1826–1834) vévodou.

## Život
Fridrich se narodil jako nejmladší dítě, ale jediný syn Arnošta Fridricha III. Sasko-Hildburghausenského a jeho třetí manželky Ernestiny Sasko-Výmarské.
Fridrich se stal po otcově smrti sasko-hildburghausenským vévodou v roce 1780, když mu bylo sedmnáct let; z toho důvodu převzal jeho prastrýc Josef Sasko-Hildburghausenský jeho jménem regentství, které skončilo Josefovou smrtí v roce 1787.
Do roku 1806 byl podrobený omezením císařské debutní komise, kterou se sasko-hildburghausenské vévodství umístilo pod úřední správou, a to kvůli nezřízené finanční politice Fridrichových předchůdců. V roce 1806 se Fridrich připojil k Rýnskému spolku a v roce 1815 k Německému spolku.

## Manželství a potomci
3. září 1785 se Fridrich v Hildburghausenu oženil se Šarlotou Georginou Meklenbursko-Střelickou, se kterou měl dvanáct dětí:
- Josef Jiří Karel Fridrich Sasko-Hildburghausenský (12. června 1786 – 30. července 1786)
- Kateřina Šarlota Sasko-Hildburghausenská (17. června 1787 – 12. prosince 1847), ⚭ 1805 Pavel Württemberský (19. ledna 1785 – 16. dubna 1852)
- Karolína Augusta Sasko-Hildburghausenská (29. července 1788)
- Josef Jiří Fridrich Arnošt Karel Sasko-Altenburský (27. srpna 1789 – 25. listopadu 1868), sasko-altenburský vévoda, ⚭ 1817 Amálie Württemberská (28. června 1799 – 28. listopadu 1848)
- Frederika Luisa Marie Karolína Augusta Kristýna Sasko-Hildburghausenská (18. ledna 1791 – 25. března 1791)
- Tereza Šarlota Luisa Frederika Amálie Sasko-Hildburghausenská (8. července 1792 – 26. října 1854), ⚭ 1810 Ludvík I. Bavorský (25. srpna 1786 – 29. února 1868), bavorský král od roku 1825 až do své smrti
- Šarlota Luisa Frederika Amálie Alexandrina Sasko-Hildburghausenská (28. ledna 1794 – 6. dubna 1825), ⚭ 1813 Vilém Nasavský (14. června 1792 – 20. srpna 1839), nasavský vévoda
- František Fridrich Karel Ludvík Jiří Jindřich Sasko-Hildburghausenský (13. dubna 1795 – 28. května 1800)
- Jiří Karel Fridrich Sasko-Altenburský (24. července 1796 – 3. srpna 1853), sasko-altenburský vévoda, ⚭ 1825 Marie Luisa Meklenbursko-Zvěřínská (31. března 1803 – 26. října 1862)
- Fridrich Vilém Karel Josef Ludvík Jiří Sasko-Hildburghausenský (4. října 1801 – 1. července 1870)
- Maxmilián Karel Adolf Jindřich Sasko-Hildburghausenský (19. února 1803 – 29. března 1803)
- Eduard Karel Vilém Kristián Sasko-Altenburský (3. července 1804 – 16. května 1852),
⚭ 1835 Amalie von Hohenzollern-Sigmaringen (30. dubna 1815 – 14. ledna 1841)
⚭ 1842 Luisa Karolína Reuss-Greiz (3. prosince 1822 – 28. května 1875)

Fridrich byl považován za oblíbeného a inteligentního. Za jeho vlády spolu s jeho krásnou ženou, dosáhl kulturní život v malém městečku svého vrcholu. Čas tam trávilo tolik básníků a umělců, že se Hildburghausenu přezdívalo "Klein-Weimar" (Malý Výmar). Když v roce 1825 zemřel poslední sasko-gothajsko-altenburský vévoda bez potomků, rozhodli se ostatní větve rodu o přerozdělení Ernestinských vévodství. 12. listopadu 1826 se stal Fridrich sasko-altenburským vévodou.